# Hampus Huldt
Hampus Gustaf Kristoffer Huldt, född 18 juli 1866 i Umeå, död 3 maj 1947 i Stockholm, var en svensk lantmätare och sameforskare.
Hampus Huldt var son till kommissionslantmätaren Carl Hampus Huldt. Han avlade mogenhetsexamen i Umeå 1885, agronomexamen vid Ultuna lantbruksinstitut 1887 och lantmäteriexamen 1892. Huldt blev vice kommissionslantmätare 1895, samma år avvittringslantmätare och 1903 kommissionslantmätare. Efter att från 1894 ha varit justerare av mått och vikt i Västerbottens län blev Huldt justeringskontrollör 1906 och utnämndes till statens justerare i Stockholms stad och län 1910 samt i Malmöhus län 1930. Han avgick 1941. Vid sidan av sin tjänst kom Huldt att ägna sig åt sameforskning och intresserade sig särskilt för samisk slöjd. Han utgav Mönsterbok för lapsk hemslöjd i Västerbottens län (1920) och skapade en omfattande samling av samisk slöjd, som han till största del sålde till Västerbottens läns museum i Umeå. Huldt var även livligt verksam inom Riksföreningen för skidlöpningens främjande i Sverige där han tillhörde styrelsen 1913–1930, var redaktör för årsskriften På skidor 1913–1922 och senare blev hedersledamot.